# La Rosalía
La Rosalía är en ort i Mexiko.   Den ligger i kommunen Tlalixcoyan och delstaten Veracruz, i den sydöstra delen av landet, 300 km öster om huvudstaden Mexico City. La Rosalía ligger 55 meter över havet och antalet invånare är 310.
Terrängen runt La Rosalía är platt, och sluttar österut. Runt La Rosalía är det ganska tätbefolkat, med 65 invånare per kvadratkilometer. Trakten runt La Rosalía består till största delen av jordbruksmark.